# Anti H-Block
Anti H-Block est une étiquette politique utilisée en 1981 par les partisans de la grève de la faim de la république irlandaise qui se présentent aux élections en Irlande du Nord et en république d'Irlande. « H-Block » est une métonymie désignant la prison de Maze, dans laquelle se déroule la grève de la faim.

## Histoire
Bobby Sands, le premier de ces grévistes de la faim, est élu à Westminster grâce à sa victoire lors de l'élection partielle d'avril 1981 dans la circonscription de Fermanagh and South Tyrone. Après sa victoire et sa mort, une loi, le Representation of the People Act 1981 (en), est adoptée par le Parlement britannique pour empêcher les prisonniers condamnés purgeant une peine de plus d'un an de briguer un mandat. Owen Carron, l'agent de Sands, se présente donc en tant que « prisonnier politique par procuration anti-bloc » à l'élection partielle suivante et remporte le siège,.
Lors des élections générales qui ont eu lieu en Irlande en juin 1981, douze candidats se présentent sous la bannière Anti-H-Block, dont neuf prisonniers. Kieran Doherty et Paddy Agnew remportent les sièges à Cavan–Monaghan et Louth, tandis que Joe McDonnell et Martin Hurson échouent de peu à Sligo–Leitrim et Longford–Westmeath. Les succès du mouvement anti-bloc H galvanisent le mouvement républicain irlandais et conduisent à l'entrée en politique traditionnelle du Sinn Féin l'année suivante.

## Candidats aux élections générales de 1981
Neuf candidats sont officiellement approuvés par le comité Anti H-Block,.
Candidats approuvés :
 Dénote les candidates élus au Dáil Éireann.
| Circonscription    | Candidats       | Affiliation paramilitaire et politique  | Votes en première préférence | %     | Notes                                          |
| ------------------ | --------------- | --------------------------------------- | ---------------------------- | ----- | ---------------------------------------------- |
| Cavan–Monaghan     | Kieran Doherty  | Provisional IRA – Sinn Féin             | 9 121                        | 15,10 | Élu au quatrième décompte                      |
| Clare              | Tom McAllister  | INLA – Irish Republican Socialist Party | 2 120                        | 4,68  |                                                |
| Cork North-Central | Mairéad Farrell | Provisional IRA – Sinn Féin             | 2 751                        | 6,05  |                                                |
| Dublin West        | Anthony O'Hara  | INLA – Irish Republican Socialist Party | 3 034                        | 6,49  | Frère de Patsy O'Hara.                         |
| Kerry North        | Seán McKenna    | Provisional IRA – Sinn Féin             | 3 860                        | 11,26 |                                                |
| Longford–Westmeath | Martin Hurson   | Provisional IRA – Sinn Féin             | 4 573                        | 10,08 | Pas éliminé, mais non élu au dernier décompte. |
| Louth              | Paddy Agnew     | Provisional IRA – Sinn Féin             | 8 368                        | 18,29 | Arrivé en tête des voix.                       |
| Sligo–Leitrim      | Joe McDonnell   | Provisional IRA – Sinn Féin             | 5 639                        | 11,82 | Éliminé au quatrième décompte.                 |
| Waterford          | Kevin Lynch     | INLA – Irish Republican Socialist Party | 3 337                        | 7,63  |                                                |

Autres candidats, :
| Circonscription      | Candidats       | Affiliation paramilitaire et politique                               | Votes en première préférence | %    | Notes                                                             |
| -------------------- | --------------- | -------------------------------------------------------------------- | ---------------------------- | ---- | ----------------------------------------------------------------- |
| Cork South-West      | Sean Kelleher   | Independent Anti H-Block                                             | 1 097                        | 3,25 | Fils de Tom Kelleher.                                             |
| Dublin North-Central | Vincent Doherty | People's Democracy / National H Block / Armagh Committee             | 1 481                        | 3,65 | Se présente dans la circonscription du Taoiseach Charles Haughey. |
| Dublin North-East    | Paddy Healy     | League for a Workers Republic / Trade Unionists against the H-Blocks | 1 063                        | 3,65 | Frère du député Seamus Healy.                                     |